# Клюєв Сергій Борисович
Сергі́́й Бори́сович Клю́єв (нар. 2 серпня 1977 — 21 травня 2015) — солдат Збройних сил України, учасник російсько-української війни.

## Життєвий шлях
Здобув юридичну освіту, працював адвокатом. З початками війни співпрацював із волонтерами.
Початком 2015 року пішов добровольцем на фронт, заступник командира розвідувального взводу 22-го окремого мотопіхотного батальйону.
21 травня 2015-го увечері загинув під Донецьком — підрозділ був на бойовому завданні, джип з 4 вояками підірвався на протитанковій міні. Сергія поранило в обидві ноги — він прийняв на себе всю силу вибуху, цим врятував решту бійців. На місці бою йому надали першу медичну допомогу та повезли до блокпоста, де були медики, однак дорогою Сергій помер.
Похований 25 травня 2015-го в Харкові, 5-те міське кладовище.
Без Сергія лишилися мама і дружина.

## Нагороди та вшанування
- Указом Президента України № 9/2016 від 16 січня 2016 року — орденом Богдана Хмельницького III ступеня (посмертно)[1]